# 上村悦子

上村悦子

上村 悦子（うえむら えつこ、1908年10月11日 - 1999年2月12日）は、日本の国文学者。専門は王朝女流文学、特に『蜻蛉日記』。日本女子大学名誉教授。
京都市生まれ。1933年日本女子大学校大学本科文学科国文学部卒業。1943年日本女子大学校国文学部教員。1948年日本女子大学専任講師、1949年助教授、1958年教授。1964年「蜻蛉日記 校本・書入・諸本の研究」で名古屋大学文学博士。1977年日本女子大を定年退職、名誉教授、東洋女子短期大学教授、図書館長。1986年教授職を退職し、翌年東洋女子短期大学を退職。1982年勲四等宝冠章。没後、従五位を贈られた。

## 著書
単著
- 『万葉集名歌 現代語訳と鑑賞』拓文社 1953
- 『万葉名歌 現代訳と鑑賞』河出新書 1956
- 『蜻蛉日記 校本・書入・諸本の研究』古典文庫 1963
- 『蜻蛉日記の研究』明治書院 1972
- 『教授のらくがき』三月書房 1975
- 『王朝女流作家の研究』笠間書院 1975
- 『万葉集入門』講談社学術文庫、1981
- 『蜻蛉日記解釈大成』全9巻 明治書院 1983-1995
- 『赤染衛門 王朝の秀歌人』新典社 1984.7 日本の作家
- 『和泉式部の歌入門』笠間書院 1994.10

編著
- 『論叢王朝文学』笠間書院 1978.12
- 『類聚国史索引』笠間書院 1982.3

訳注
- 藤原道綱母『蜻蛉日記 全訳注』講談社学術文庫 1978、新版2024

記念論集
- 上村悦子先生頌寿記念論集編集委員会編『王朝日記の新研究』 笠間書院 1995.10